# Guvernement
Guvernement är ett förvaltningsområde. Beteckningen guvernement användes i svenskan främst i äldre tider, särskilt i erövrade territorier, såsom kolonier, men även för förvaltningsområden i det förrevolutionära Ryssland.
Ordet härleds från franskans gouvernement (det styrda) av verbet gouverner som betyder styra. I svenskan uttalas det vanligen bokstavstroget -ent i stället för franskans -ang. Engelskans motsvarighet är government som liksom svenskans regering avser den verkställande makten i en stat.

## Definitioner
Till skillnad från "regering" åsyftar guvernement inte ett lands centrala makt. Ordet kan avse:
- ett förvaltningsområde, vanligen av storlek som län, provins, koloni eller liknande.
- styrelsen för ett guvernement (området).

## Bruk i olika länder

### Sverige
I svensk historia används guvernement dels om erövrade provinser; dels om inrikes län under militärt styre (till 1809 var Finland en likställd del av svenska riket, och dess län var inrikes, inte erövrade). En guvernör var en landshövding med militärt befäl. Erövrade provinser gick oftast under beteckningen generalguvernement, vilken även användes när flera län sammanfördes under ett gemensamt styre. I 1719 års regeringsform avskaffades militärt styre av inrikes län.

### Ryssland/Sovjetunionen
Ryska imperiet var indelat i guvernement (gubernija), vilka i sin tur indelades i provinser (oblast). Nordisk familjebok angav 1890 att det europeiska Ryssland (utom Finland) indelades i 60 guvernement. 1929 avskaffades begreppet guvernement inom Sovjetunionen och ersattes av oblast.
Idag består Ryska federationen av 88 administrativ-territoriella enheter: 21 republiker, 6 territorier (kraj), 50 regioner (oblast), 2 federala städer (Moskva, Sankt Petersburg), 1 autonom region, 9 autonoma kretsar. De är samlade i 7 federala kretsar.

### Arabiska länder
I arabiska länder är beteckningen muhafaza vanlig för ett lands administrativa förstanivåindelning. Det kan översättas som provins, men även översättningen guvernement är vanlig.

## Liknande begrepp
I engelska och franska finns de besläktade begreppen government respektive gouvernement. De används dock i betydelsen regering och syftar inte på ett territorium.